# Festival narečnih popevk 2002
33. festival narečnih popevk je potekal v petek, 11. oktobra 2002, v Mariboru, in sicer prvič v tamkajšnjem Slovenskem narodnem gledališču. Organizatorja sta bila RTV-center Maribor in agencija Videoton Geržina. Povezoval ga je Jure Ivanušič v vlogi Šašleka. V tekmovalnem delu je nastopilo 16 izvajalcev, ki jih je spremljal Big Band RTV Slovenija pod vodstvom Lojzeta Krajnčana:
| #   | Izvajalec                             | Naslov pesmi                | Avtor glasbe      | Avtor besedila                | Avtor aranžmaja    |
| --- | ------------------------------------- | --------------------------- | ----------------- | ----------------------------- | ------------------ |
| 1.  | Platin                                | Zmiri ne razumema čist' fse | Simon Gomilšek    | Diana Lečnik                  | Slavko Avsenik ml. |
| 2.  | Ansambel Zupan                        | Izabela                     | Rajko Stropnik    | Rajko Stropnik                | Lojze Krajnčan     |
| 3.  | Edvin Fliser                          | Za jurčeka                  | Edvin Fliser      | Metka Ravnjak Jauk            | Marjan Golob       |
| 4.  | Jerca Mrzel in Saša Olenjuk (violina) | Usoda ciganka               | Emil Glavnik      | Jerca Mrzel                   | Lojze Krajnčan     |
| 5.  | Happy band                            | Pa sej ni res               | Franci Podbrežnik | Franci Podbrežnik             | Lojze Krajnčan     |
| 6.  | Tramontana                            | Nona sinjorina              | Bojan Lavrič      | N. Romanello                  | Patrik Greblo      |
| 7.  | Tomaž Domicelj                        | Če bi lohka                 | Tomaž Domicelj    | Tomaž Domicelj                | Milko Lazar        |
| 8.  | Dvojčici Vesna in Vlasta z Janezom    | Nudlvalertanc               | Igor Podpečan     | Vera Šolinc                   | Igor Podpečan      |
| 9.  | Jože in Samir Kobler                  | Trjenta                     | D. Cuder          | D. Cuder                      | Milan Ferlež       |
| 10. | Folklora                              | Gra pr nas na Koroškem      | Samo Javornik     | Samo Javornik                 | Jani Golob         |
| 11. | Ansambel Vita                         | Goren'c u Prekmurj'         | Tomaž Slapar      | Franc Ankerst                 | Lojze Krajnčan     |
| 12. | Skupina Metulj                        | Vesela jesen                | Robert Režonja    | Robert Režonja                | Vlado Battista     |
| 13. | Barbara Kolarič                       | V Maribori se dobimo        | Damijan Kolarič   | Barbara Kolarič               | Mojmir Sepe        |
| 14. | Ansambel Dinamika                     | Nič je ne lepše kak nedela  | Ivo Mojzer        | Ivo Mojzer                    | Primož Grašič      |
| 15. | Lado Leskovar                         | Optimist                    | Bojan Lavrič      | Bojan Lavrič                  | Grega Forjanič     |
| 16. | Veter                                 | Mi smo za toti Maribor      | Vojko Sfiligoj    | Vili Bertok, Smiljan Pušenjak | Patrik Greblo      |

Med preštevanjem glasov so nastopili Kingston, Nuša Derenda in Polona Furlan.

### Nagrade
Nagrada za najboljšo skladbo po izboru občinstva
- Usoda Ciganka (Emil Glavnik/Jerca Mrzel) − Jerca Mrzel

Nagrada za najboljšo skladbo po izboru strokovne komisije
- Če bi lohka (Tomaž Domicelj) – Tomaž Domicelj

Nagrada za najboljše besedilo
- Jerca Mrzel za besedilo skladbe Usoda Ciganka (v prekmurščini)